# استخراج المعلومات المفتوحة
استخراج المعلومات المفتوحة في معالجة اللغات الطبعية هو تمثيل معلومات المتون مرتبة وعلى نحو صالح للقراءة بالحاسوب. مثالا جملة قرأ زيد كتابه تقسم إلى ثلاثة أجزاء هي قرأ وزيد والكتاب أو ["قرأ"، "زيد"، "الكتاب"].